# Olho d'Água do Piauí
Olho d'Água do Piauí es un municipio brasileño del estado del Piauí. Se localiza a una latitud 5°50′29″ S y a una longitud 42°34′30″ O, estando a una altitud de 235 metros. Su población estimada en 2004 era de 2 113 habitantes.
Posee un área de 219,31 km². Fue creado en 1997.